# أحمد العريان
أحمد العريان، منتج مصري من أصل فلسطيني، وهو أخ طارق العريان. اشتهر أحمد العريان بعد أن أخرج الحلم العربي عام 1998 والضمير العربي عام 2008.

## أهم أعماله
- الحلم العربي: هو أوبريت غنائي عربي صدر عام 1998، واشتهر في سبتمبر 2000 بعد انتفاضة الأقصى الثانية والتي اندلعت عقب تدنيس أرييل شارون رئيس وزراء إسرائيل السابق لساحة المسجد الأقصى؛ حيث تم عرض هذا الأوبريت على الفضائيات العربية باختلافها مما اكسبه شهرة أكثر. ويشار إلى أن الأوبريت من وإخراج طارق العريان وتأليف الشاعران المصري مدحت العدل والإماراتي سيف سالم الخالدي وألحان الملحنان المصريان صلاح الشرنوبي وحلمي بكر وتوزيع موسيقى للموزع الليبي حميد الشاعري والمصري يحيى الموجي.
- الضمير العربي: أوبريت غنائي وأغنية مصورة وألبوم غنائي جمع أكثر من مئة فنان وفنانة عرب من مغنين وممثلين وغيرهم، تم بثه للمرة الأولى في 27 فبراير 2008 على قناة زوم، ويعتبر الجزء الثاني من أوبريت الحلم العربي الذي تم إنتاجه سنة 1996 وإعادة إنتاجه للمرة الثانية في 1998.